# Ловать (Калузька область)
Ловать (рос. Ловать) — село в Хвастовицькому районі Калузької області Російської Федерації.
Населення становить 97 осіб. Входить до складу муніципального утворення Село Ловать.

## Історія
Від 2004 року входить до складу муніципального утворення Село Ловать

## Населення
| 2002 | 2010 |
| ---- | ---- |
| 137  | ↘97  |